# Dolophones maxima
Dolophones maxima är en spindelart som beskrevs av Henry Roughton Hogg 1900. Dolophones maxima ingår i släktet Dolophones och familjen hjulspindlar.
Artens utbredningsområde är Victoria, Australien. Inga underarter finns listade i Catalogue of Life.